# Cryptocentrus leptocephalus
A Cryptocentrus leptocephalus a csontos halak (Osteichthyes) főosztályának sugarasúszójú halak (Actinopterygii) osztályába, ezen belül a sügéralakúak (Perciformes) rendjébe, a gébfélék (Gobiidae) családjába és a Gobiinae alcsaládjába tartozó faj.

## Előfordulása
A Cryptocentrus leptocephalus előfordulási területe a Csendes-óceán nyugati részén van. Indonézia, Ausztrália és Új-Kaledónia közötti vizekben él. Újabban Tongánál is észrevették.

## Megjelenése
Ez a halfaj legfeljebb 12 centiméter hosszú. Hátúszóján 6-7 tüske látható. Testét, világos alapon sötét pettyek és foltok mintázzák.

## Életmódja
Trópusi és tengeri halfaj, amely a korallzátonyok környékén levő homokos és törmelékes „mezőkön” él. 10 méteres mélységig is lehatol. A mangroveerdők és a sósvízű lagúnákban is megtalálható.

## Képek

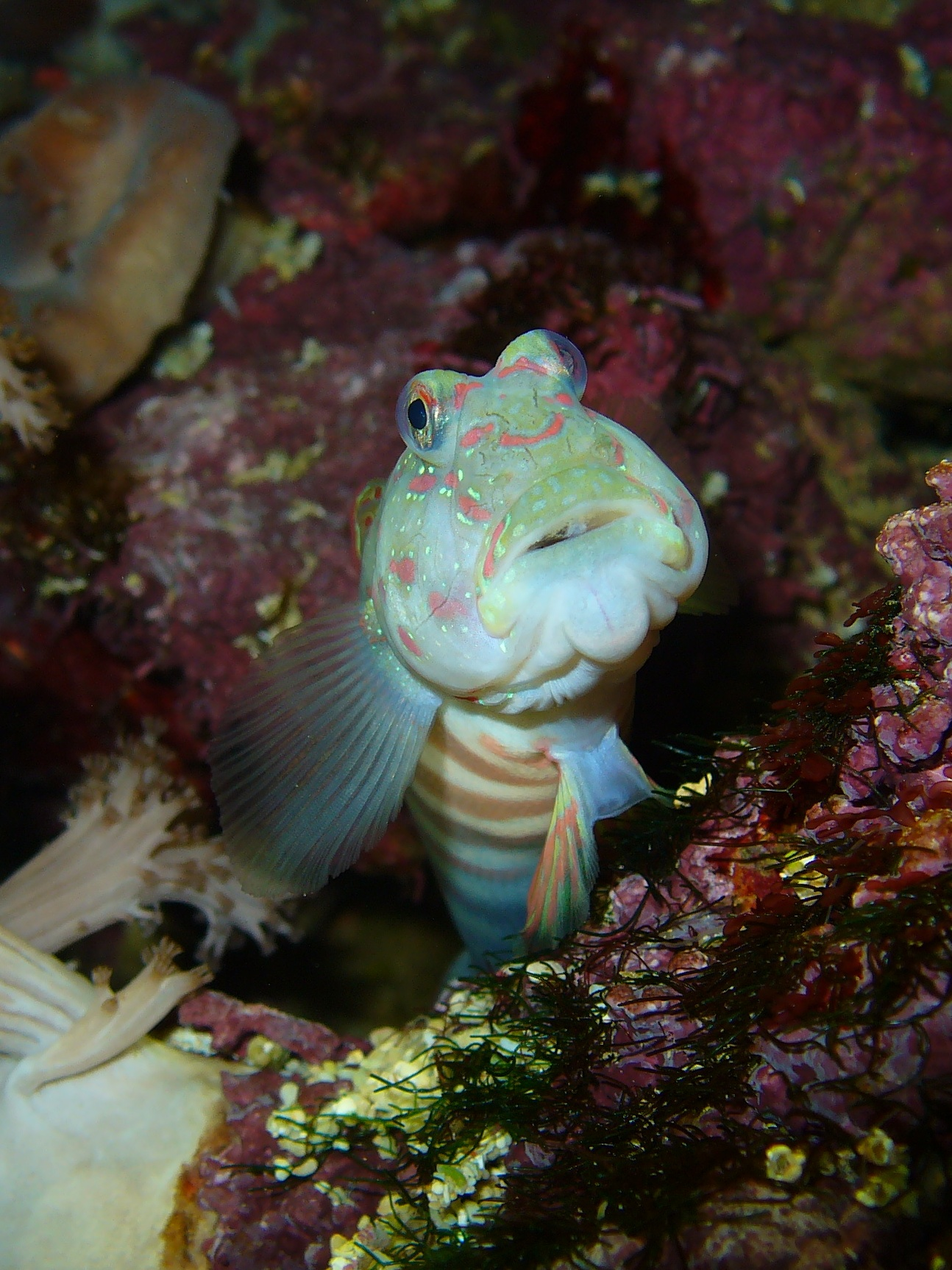
A hal szemből
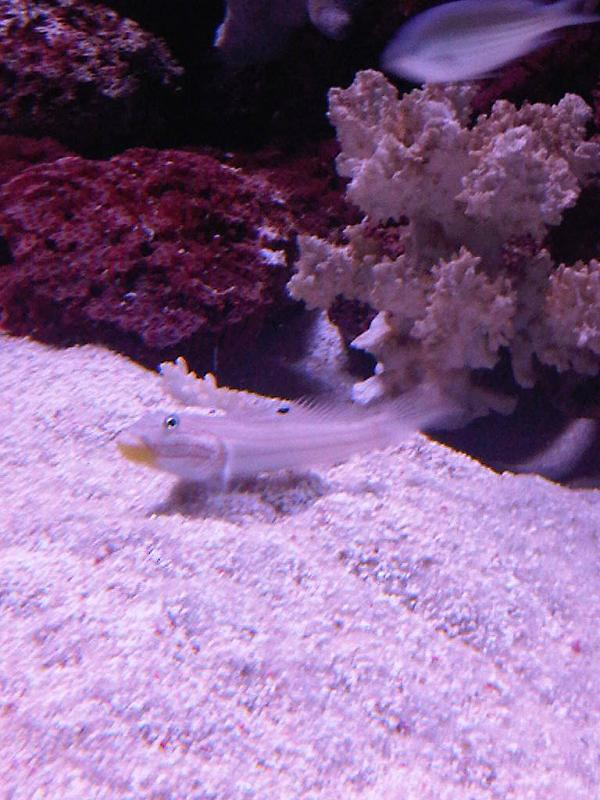
Egy példány a Királyi Botanikus Kertekben